# Daniel Stensson
Daniel Stensson, né le 24 mars 1997 à Stockholm en Suède, est un footballeur suédois qui évolue au poste de milieu défensif au Djurgårdens IF.

## Biographie

### En club
Né à Stockholm en Suède, Daniel Stensson est formé au Djurgårdens IF puis par l'IF Brommapojkarna. C'est avec ce club qu'il commence sa carrière professionnelle. Il joue son premier match le 22 février 2015 lors d'une rencontre de coupe de Suède face à l'AFC Eskilstuna. Il est titularisé au poste d'arrière gauche et son équipe s'incline par un but à zéro.
Le 30 janvier 2018, Daniel Stensson rejoint l'Italie pour s'engager en faveur de l'AC Mestre.
Un an après son arrivée en Italie, le 22 février 2019, Stensson fait son retour en Suède en rejoignant l'Akropolis IF.
Le 5 janvier 2020, Daniel Stensson rejoint le Dalkurd FF. Il signe un contrat de trois ans.

### GIF Sundsvall
Le 17 janvier 2021, Daniel Stensson rejoint le GIF Sundsvall. Il signe un contrat de trois ans, soit jusqu'en décembre 2023.
C'est avec ce club qu'il découvre l'Allsvenskan, l'élite du football suédois, jouant son premier match le 3 avril 2022 face à l'IK Sirius à l'occasion de la première journée de la saison 2022. Il est titularisé et son équipe s'incline (2-1 score final).

### IK Sirius
Le 13 juillet 2022, Daniel Stensson s'engage en faveur de l'IK Sirius. Il signe un contrat courant jusqu'en juillet 2026.
Stensson inscrit son premier but pour le club le 20 octobre 2022, lors d'une rencontre de championnat face au Hammarby IF. Titularisé, il marque le but égalisateur de son équipe (1-1 score final).

### Djurgårdens IF
Le 13 août 2024, Daniel Stensson s'engage en faveur du Djurgårdens IF pour un contrat de trois ans et demi, soit jusqu'en décembre 2027. Il fait ainsi son retour dans un club où il avait déjà joué dans les équipes de jeunes.